# Patricia Carli
Patricia Carli, pseudonimo di Rosetta Ardito (Taranto, 12 marzo 1938), è una cantante e compositrice italiana naturalizzata belga.
Patricia Carli è una cantante italo-belga nota nel mondo francofono per essere autrice di canzoni per diversi artisti : Ad esempio, "La tendresse" per Daniel Guichard, "Pardonne-moi ce caprice d'enfant", "Donne ton coeur, donne ta vie" per Mireille Mathieu. In Italia conobbe notorietà nel 1964 per avere cantato, accoppiata a Gigliola Cinquetti, il brano che vinse l'edizione del Festival di Sanremo di quell'anno, Non ho l'età.
In Francia, il suo brano più famoso è stato pubblicato nel 1963 ed è stato un successo : "Demain, tu te maries".

## Biografia
Partecipa al Festival di Sanremo nel 1964 con due canzoni: Così Felice in coppia con Giorgio Gaber e Non ho l'età (Per amarti) in coppia con Gigliola Cinquetti con la quale vincerà il Festival.
Di questa canzone ha inciso anche la versione francese intitolata Je suis à toi.
Continua poi la sua carriera nei decenni successivi limitatamente al Belgio e Francia.

## Discografia parziale

### 45 giri
- 1964: Non ho l'età (per amarti)/Così felice (Bel Air, ba 11001)
- 1966: Il male che fai/Un giorno a te ritornerà (Riviera, RIV 514)